# Levanga Hokkaido
El Levanga Hokkaido es un equipo profesional de baloncesto de la ciudad japonesa de Sapporo, en la isla de Hokkaidō, que milita en la B.League.
Fue fundado en 2006 bajo el nombre de Rera Kamuy Hokkaido, nombre proveniente de la lengua de los Ainu, un grupo indígena de Hokkaido, que significa Dios de los Vientos. La franquicia cambió dos veces de nombre en 2011: Basketball Club Hokkaido y el actual Levanga Hokkaido (en agosto de 2011).
El equipo debutó en la liga de baloncesto de Japón en la temporada 2007-2008 y es uno de los tres equipos de la liga que no es propiedad de ninguna multinacional japonesa.
Juega sus partidos como local en el Hokkai Kitayell, pero como el equipo representa a la prefectura de Hokkaido, también disputa algunos partidos en los siguientes pabellones: Asahikawa City General Gymnasium, Otaru City Gymnasium, Hakodate Arena, Obihiro City General Gymnasium y Kushiro Shitsugen no Kaze Arena.
El club arrastra unas deudas financieras de 200 millones de yens (aprox. 1.582.000 euros), en marzo de 2017, que puede ocasionarles problemas económicos en un futuro.

## Entrenadores
- Joe Bryant (2010-11)
- Juan Manuel Hurtado Pérez (2013-14)
- Tomoya Higashino
- Yoshinori Kaneta
- Torsten Loibl
- Scott Berry
- Kota Mizuno
- José Neto
- Tomohide Utsumi

## Jugadores notables
| - Chris Ayer - Jordan Bachynski - Joevan Catron - Brian Fitzpatrick - Makoto Kato - Tilo Klette - Jai Lewis - Christian Maråker - Keijuro Matsui - Daniel Miller | - Tyler Newton - Takehiko Orimo - Chad Posthumus - Justin Reynolds - Ryōta Sakurai - Jahmar Thorpe - Jerome Tillman - Marc Trasolini - Jameel Watkins - Greg Whittington - Daiji Yamada |